# Lime Acres
Lime Acres ist eine südafrikanische Bergbaustadt in der Gemeinde Kgatelopele, Distrikt ZF Mgcawu in der Provinz Nordkap von Südafrika. Sie liegt östlich von Postmasburg. Im Jahre 2011 hatte Lime Acres 4408 Einwohner in 1757 Haushalten.

## Beschreibung
Lime Acres hat vier Ortsteile: Finsch Mine, Five Mission, Lime Acres Mine und Norfin.
Lime Acres ist eine Bergbauort, dessen Montangeschichte mit Kalksteinabbau begann. Die Stadt wurde für die Arbeiter des Kalksteinbruchs angelegt und von Eric Lowther, Geschäftsführer von Northern Lime, mit Lime Acres bezeichnet. Der erste Kalkofen wurde 1954 in Betrieb genommen.
Im Jahre 1961 stießen Geologen bei Erkundungsarbeiten von Asbestlagerstätten auf einen Kimberlitschlot mit einer wirtschaftlich lohnenswerten Diamantkonzentration.

## Wirtschaft
Zwei Kilometer außerhalb befindet sich das Diamantbergwerk Finsch – die jüngste und zweitproduktivste Grube Südafrikas. Der Haupterwerbszweig für die Bewohner von Lime Acres ist der Bergbau. Die Diamantgewinnung wurde zunächst im Tagebau betrieben und seit 1991 auch unterirdisch umfänglich betrieben.

## Verkehr
Auf dem Landweg ist Lime Acres über die Regionalstraße R31 aus Richtung Postmasburg (42 km) oder aus Richtung Süden von Griekwastad (75 km) an der Nationalstraße N8 erreichbar. Die Stadt besitzt einen Bahnhof an der Eisenbahnstrecke Kimberley–Barkly West–Postmasburg–Sishen–Hotazel. Östlich von Lime Acres gibt es einen Eisenbahn- und Straßenabzweig nach Daniëlskuil im Norden. Westlich der Siedlung liegt der Lime Acres Finsch Airport.